# Kim Director
Kimberly Ann Director (Pittsburgh, Pennsylvania, 1974. november 13. –) amerikai színésznő.
Legismertebb szerepe Kim Diamond a Blair Witch – Ideglelés 2. című filmben.

## Filmográfia
| Év   | Eredeti cím                    | Magyar cím                 | Szerep           |
| ---- | ------------------------------ | -------------------------- | ---------------- |
| 1998 | He Got Game                    | A játék ördöge             | Lynn             |
| 1999 | Summer of Sam                  | Egy sorozatgyilkos nyara   | Dee              |
| 2000 | Bamboozled                     | Afro-tv                    | Starlet          |
| 2000 | Blair Witch WebFest            | -                          | Kim              |
| 2000 | Book of Shadows: Blair Witch 2 | Blair Witch – Ideglelés 2. | Kim Diamond      |
| 2002 | Unforeseen                     | -                          | Cashier          |
| 2004 | Tony n' Tina's Wedding         | -                          | Connie           |
| 2004 | She Hate Me                    | Utál a csaj                | Grace            |
| 2005 | Charlie's Party                | -                          | Zoe Fields       |
| 2006 | Live Free or Die               | -                          | Donna            |
| 2006 | Inside Man                     | A belső ember              | Stevie           |
| 2006 | Life Is Short                  | -                          | Erin             |
| 2006 | A Crime                        | Bosszúszomj                | Ashley           |
| 2010 | Errand Boy                     | -                          | Bobbi            |
| 2014 | The Last American Guido        | -                          | Rose Michelle    |
| 2016 | Detours                        | -                          | Grace Giraldi    |
| 2016 | Delinquent                     | -                          | Officer Reynolds |
| 2016 | Split                          | Széttörve                  | Hannah           |
| 2017 | The Super                      | -                          | Teacher          |
| 2018 | Dying for the Crown            | -                          | Andrea           |